# Igreja do Santíssimo Corpo e Sangue de Cristo

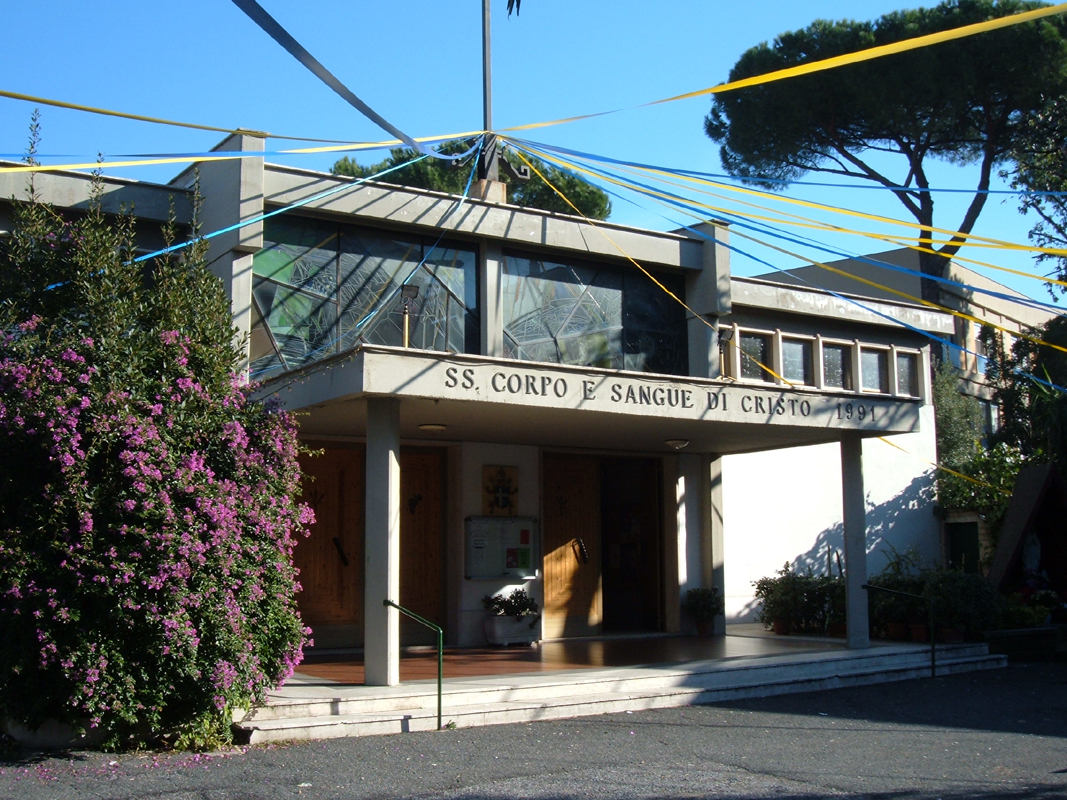
Vista da fachada.

Santissimo Corpo e Sangue di Cristo é uma igreja de Roma localizada na Via Narni, 19, no quartiere Tuscolano. É dedicada ao Preciosíssimo Sangue e ao Sagrado Corpo de Jesus.

## História e descrição
Esta paróquia da qual esta igreja é sede foi criada em 13 de novembro de 1972 através do decreto Pastorali munere do cardeal-vigário Ugo Poletti e foi entregue aos Missionários do Preciosíssimo Sangue, que, antes da construção da moderna igreja, celebravam missas em uma modesta capela construída em 1964. A sede da ordem ficava em Santa Maria in Trivio, mas, em 1964, eles abriram um novo e gigantesco complexo num local perto da Stazione Tuscolana cujo objetivo era ser um seminário para a congregação e também sua sede mundial. Servindo o complexo havia uma bem fornida capela conhecida como Cappella dei Missionari del Preziosissimo Sangue, no número 29 da Via Narni. 
A primeira igreja, em tijolos amarelos, é um edifício muito simples rodeado na frente e dos lados por edifícios de um único andar. Sua fachada é visível sobre a ala dianteira, com uma cornija falsa moldada com uma ponta de frontão truncada com um remate em cruz.
As obras de construção da nova igreja, edificada com base num projeto de Ernesto Vichi e Aldo Aloysi, tiveram início de 1989 e terminaram dois anos depois; ela foi aberta ao público em março de 1991 e solenemente consagrada em 23 de novembro de 1991 pelo monsenhor Remigio Ragonesi, vicerregente da Diocese de Roma. No dia seguinte à consagração, a paróquia recebeu uma visita do papa São João Paulo II.

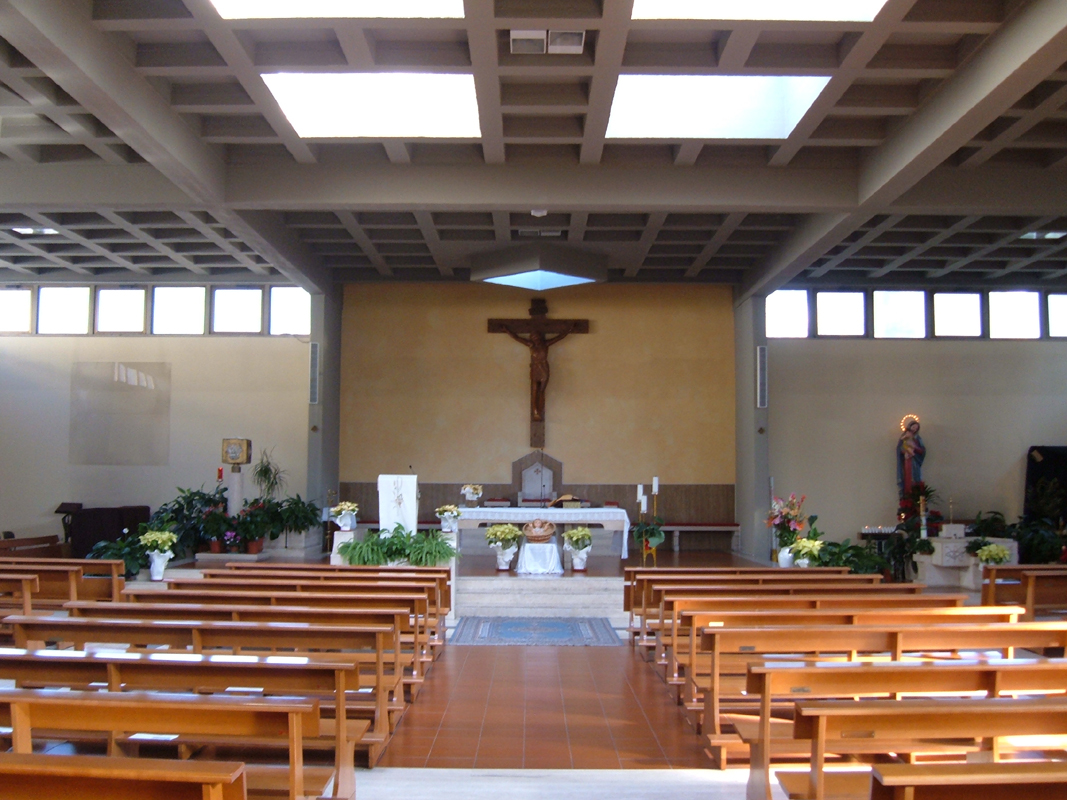
Vista do interior.

A igreja é caracterizada por uma estrutura com elementos em concreto armado aparente e paredes revestidas de gesso de cor clara. A fachada, na qual se abrem os dois portais de entrada, apresenta uma varanda com uma cobertura sustentada por duas pilastras na qual estão o nome da igreja e o ano de sua consagração. O interior é constituído por um único salão muito amplo de planta quadrada. O teto, também em concreto armado, com uma decoração simples em caixotões, no qual se abrem, na direção do exterior, várias aberturas quadrangulares. O presbitério, separado por uns degraus do resto da igreja e no mesmo eixo da entrada, é constituído, no fundo, por peças de mármore branco e é dominado por um grande crucifixo de madeira.